# Xenolytus rugatus
Xenolytus rugatus är en stekelart som beskrevs av Henry Keith Townes, Jr. 1983. Xenolytus rugatus ingår i släktet Xenolytus och familjen brokparasitsteklar. Inga underarter finns listade i Catalogue of Life.